# スタンリー・グリーン (フォトジャーナリスト)
スタンリー・グリーン（Stanley Greene、1949年2月14日 - 2017年5月19日）は、アメリカ合衆国のフォトジャーナリスト。

## 人物
グリーンは、中流階級の両親のもと、ニューヨークのハーレムに生まれた。両親は2人とも俳優だった。父は労働組合運動家でもあり、アフリカ系アメリカ人としては初めて映画俳優組合の役員に選出され、ハーレム・ルネサンス運動の一翼を担っていた。グリーンの父は、1950年代には共産主義者としてブラックリストに載っており、映画では名前がクレジットされない端役を強いられていた。グリーンの両親が、息子に最初のカメラを買い与えたのは、彼が11歳のときであった。
グリーンは、やがて画家としての道を歩み始めたが、自作のカタログを作成するために写真を撮るようになった。1971年、ベトナム戦争への反戦運動に参加し、ブラックパンサー党にも加わっていたグリーンは、友人であった写真家ユージン・スミスから、自分の仕事場の一角を使わせるからと、ニューヨークのSchool of Visual Artsと、サンフランシスコのSan Francisco Art Instituteで写真を学ぶことを勧められた。
写真家としてのグリーンは、様々な仕事をこなし、ロックバンドの写真を撮ったり、日刊新聞『Newsday』で働いたりしていた。1986年には、パリでファッション写真の撮影をした。グリーンは自分のことを、「カフェに座って、女の子の写真を撮ったりしながらヘロインをやるようなディレッタント」だったと述べている。友人がAIDSで死んだのを契機に、グリーンは薬物を止め、写真家としての仕事に真剣に取り組むようになった。1989年には、報道写真に取り組み始め、この年に撮影したバレエのチュチュを身につけた少女がシャンパンの瓶を持っている写真（「Kisses to All, Berlin Wall」）は、ベルリンの壁の崩壊を象徴するものとなった。パリを拠点とする写真通信社 Agence VU に所属していた1993年10月、グリーンはモスクワで発生した当時のボリス・エリツィン大統領に対するクーデターであった10月政変に遭遇し、ベールイ・ドーム（ロシア最高会議ビル、通称「ホワイト・ハウス」）の中で身動きが取れなくなり、危うく殺されかけた。グリーンは、戦争によって疲弊した、アゼルバイジャン、グルジア、イラク、ソマリア、クロアチア、カシミール、レバノンといった国々や地域を取材し続けた。1994年には、ルワンダでジェノサイド（大量虐殺）の写真を撮り、2005年にはアメリカ合衆国湾岸地域（Gulf Coast of the United States）でハリケーン・カトリーナの被災後の状況を撮影した。
1994年以来、グリーンはチェチェン共和国における、反乱軍（独立派）とロシア連邦軍の間の戦いであるチェチェン紛争を継続的に追い、2004年に著書『Open Wound』にまとめた。ここに収められた写真は、「何世紀にもわたってロシアからの独立を求めて闘ってきたチェチェンにおける、最も新しい大波が残した傷跡」への関心を引き寄せるものであった。
2008年、グリーンはC型肝炎に感染していることを公表した。グリーン自身は、2007年にチャドで取材中に、汚染された剃刀に触れて感染したのだろうと考えている。投薬治療によって病気を抑えた後、グリーンはアフガニスタンに赴き、「薬物乱用と感染症」をテーマに取材を展開した。
2017年5月19日、パリ（フランス）にて死去した。68歳没。

## 著書
- Somnambule (1993).  With Delacorta.
- Open Wound: Chechnya 1994-2003 (Trolley Books, 2004).  With Andre Glucksmann and Christian Caujolle.
- Katrina: An Unnatural Disaster (2006).  With Thomas Dworzak, Kadir van Lohuizen, and Paolo Pellegrin.
- Chalk Lines: The Caucasus (2007).